# Eudarcia forsteri
Eudarcia forsteri är en fjärilsart som beskrevs av Petersen 1964. Eudarcia forsteri ingår i släktet Eudarcia och familjen äkta malar. Inga underarter finns listade i Catalogue of Life.